# Tommy Kristiansen
Tommy Kristiansen, född 26 maj 1989 i Sarpsborg, är en norsk ishockeyspelare som spelar för Stavanger Oilers i Fjordkraftligaen.
Kristiansens moderklubb är Sparta Sarpsborg med vilka han gjorde debut i UPC-ligaen. Sedan följde åtta säsonger med Sarpsborg i norska högstaligan. Under denna tid representerade han även flera av Norges juniorlandslag och 2011 fick Kristiansen chansen att spela i VM med det norska A-landslaget. Sedan dess har han även spelat VM 2012, 2018, 2019, 2021 samt OS 2018.
I oktober 2011 blev norrmannen utlånad till den svenska elitserieklubben HV71 från Jönköping där han blev kvar två säsonger innan han värvades av Stavanger Oilers.